# 福里斯特希爾 (加利福尼亞州)
福里斯特希爾是位於美國加利福尼亞州普萊瑟縣的一個人口普查指定地區。

## 地理
該地的座標為39°01′10″N 120°50′10″W / 39.01944°N 120.83611°W，而該地最高點為海拔高度984米（即3228英尺）。

## 人口
根據2010年美國人口普查的數據，該地的面積為28.977平方千米，均為陸地。當地共有人口1483人，而人口密度為每平方千米51人。